# Anarista endroedyi
Anarista endroedyi är en tvåvingeart som beskrevs av Papp 1972. Anarista endroedyi ingår i släktet Anarista och familjen smalvingeflugor.
Artens utbredningsområde är Ghana. Inga underarter finns listade i Catalogue of Life.